# Station Nieuw Vennep (Haarlemmermeerspoorlijnen)
Het eerste Station Nieuw Vennep, van het Standaardtype HESM, lag aan de spoorlijn Hoofddorp - Leiden Heerensingel van de Haarlemmermeerspoorlijnen. Het werd geopend op 3 augustus 1912 en weer gesloten op 31 december 1935.
Het station lag aan de zuidkant van het dorp, net ten westen van de Hoofdvaart. Het gebouw is in 1956 afgebroken; wat nog rest is de woning van de spoorbrugwachter.

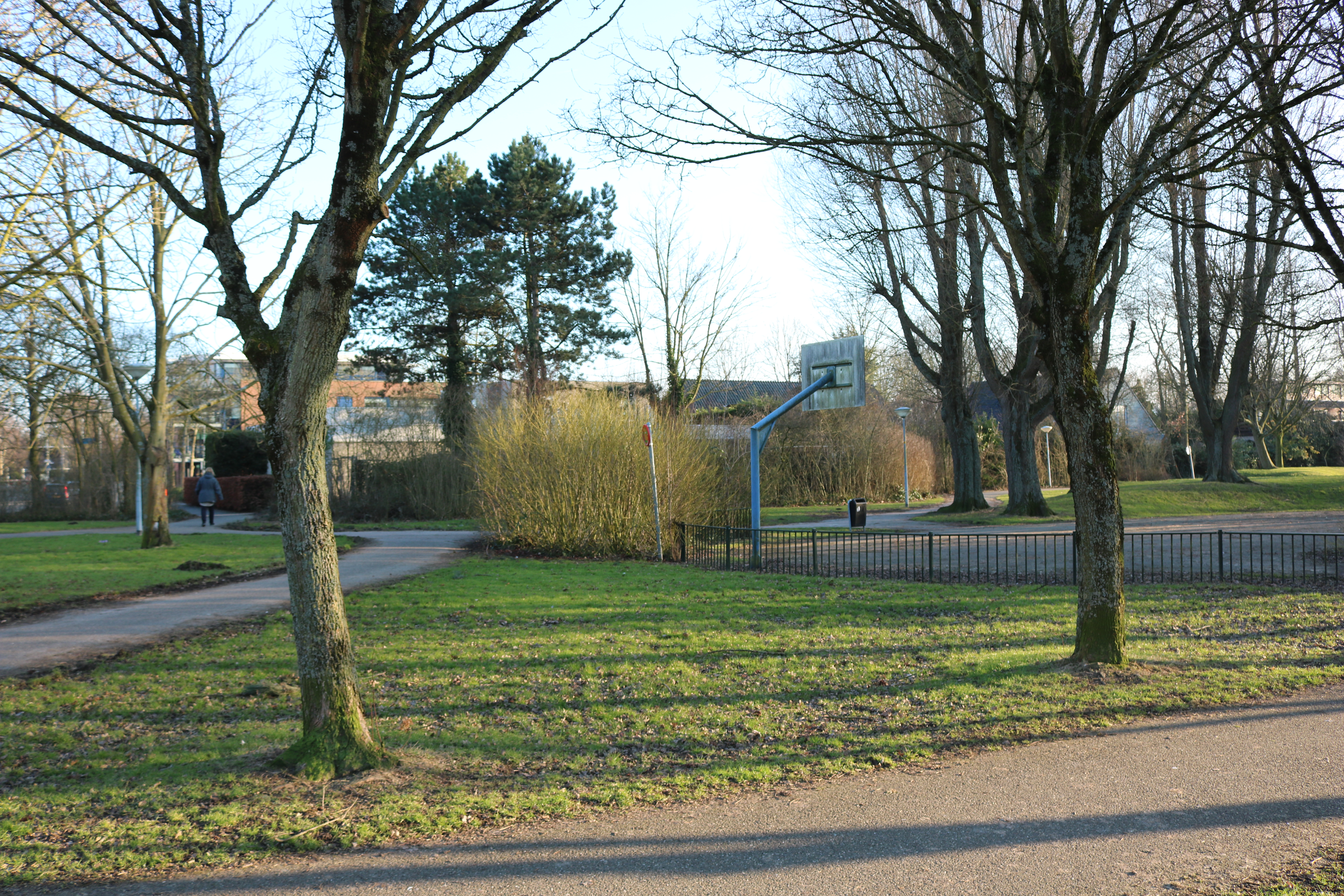
Locatie voormalig station Nieuw Vennep aan het Dokter van Haeringenplantsoen
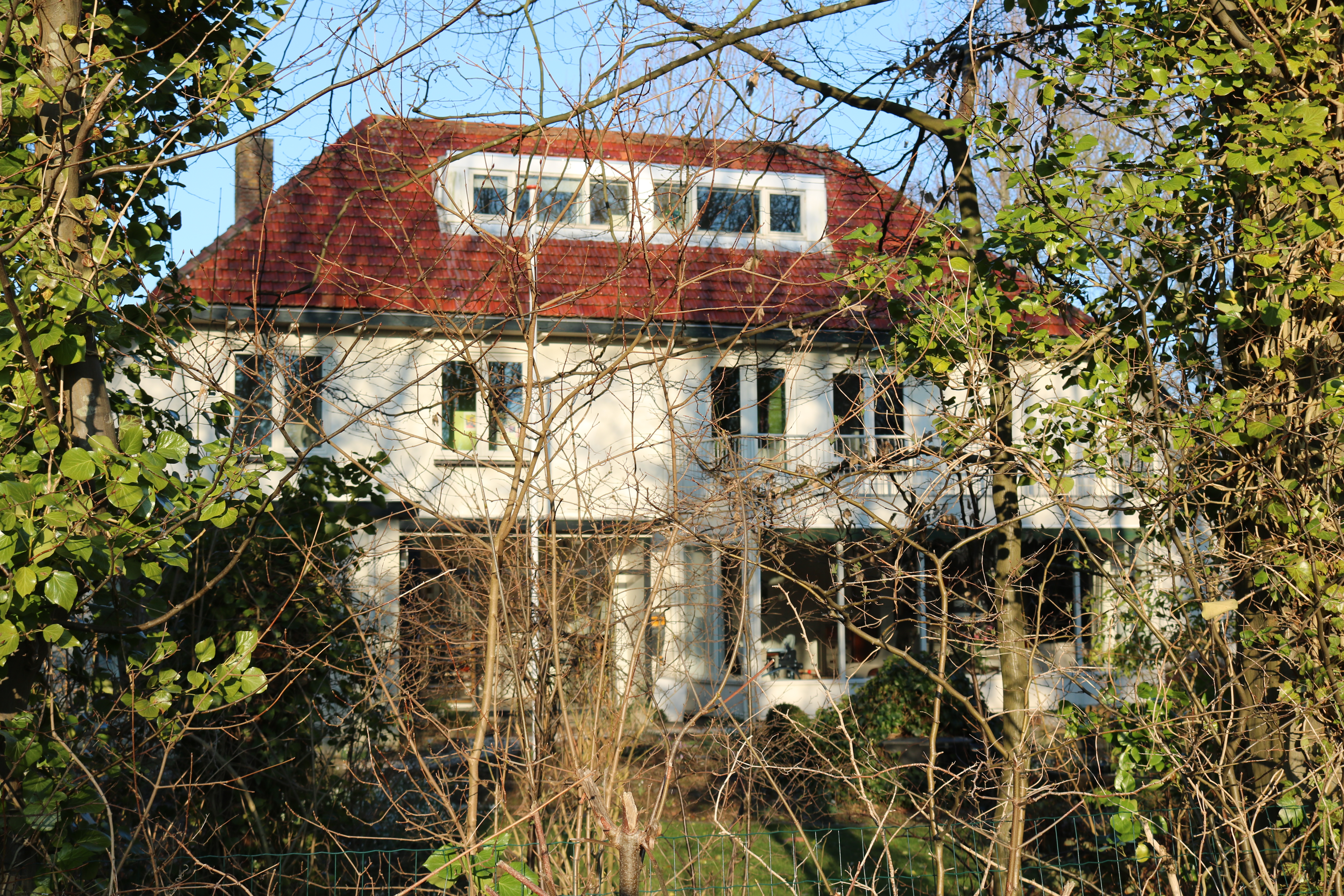
Dubbele wachterswoning 19 bij het voormalige station Nieuw Vennep
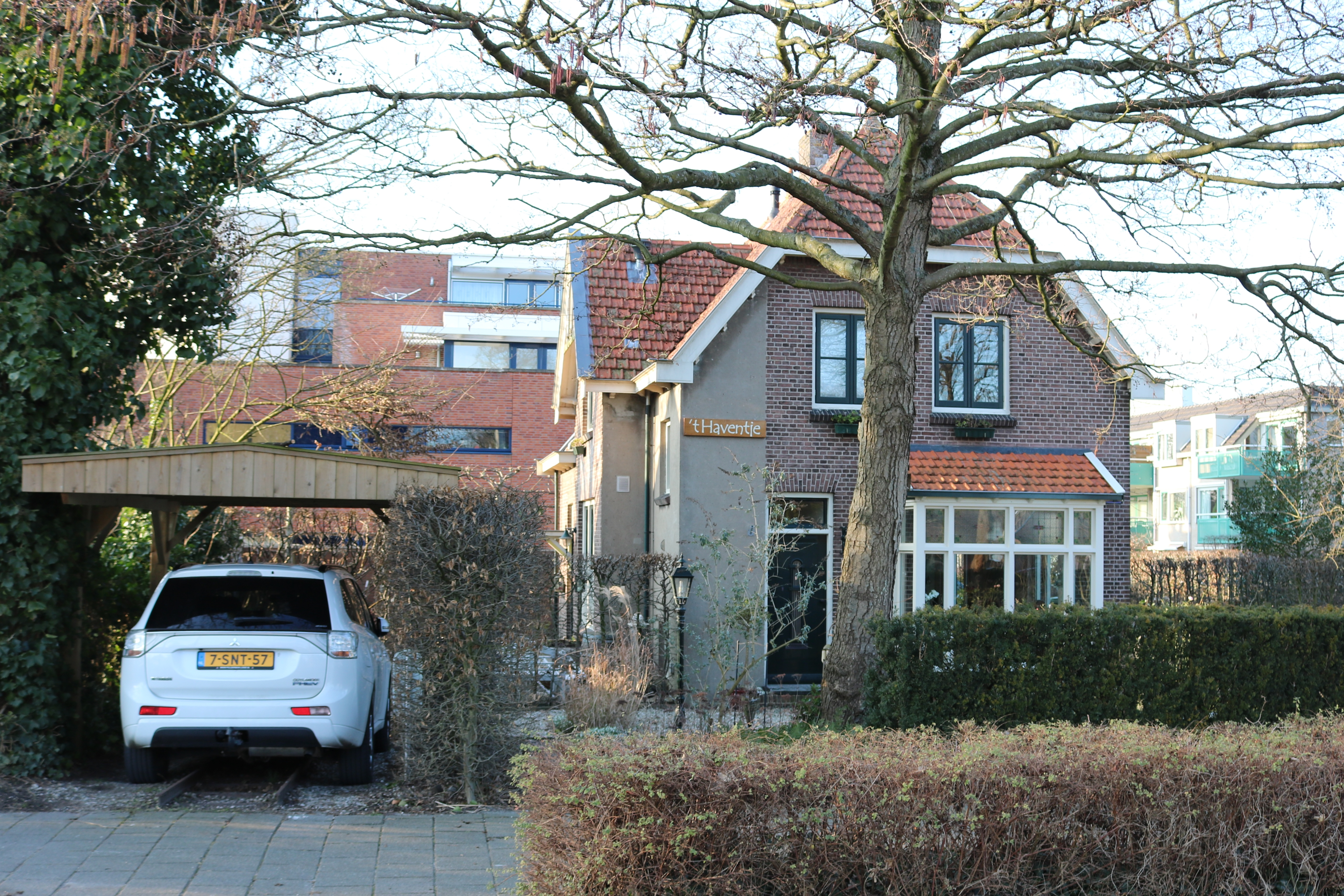
Brugwachterswoning 20 naast de voormalige spoorbrug over de Hoofdvaart in Nieuw Vennep
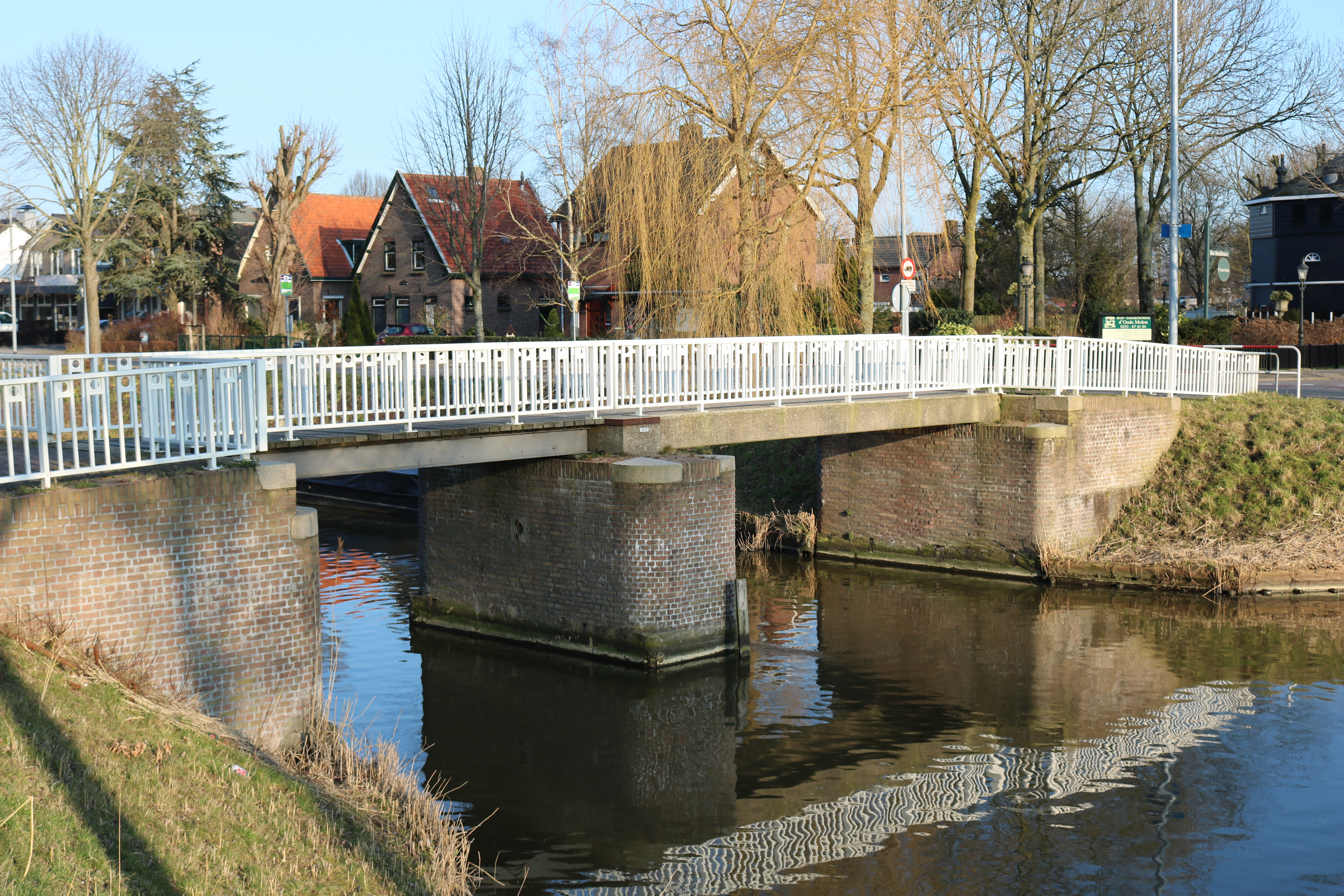
Op de bruggenhoofden van de voormalige spoorbrug over de Hoofdvaart ligt nu een fietsbrug.

Er was ook een Halte Venneperweg ten westen van het dorp. In 1981 werd een nieuw station Nieuw Vennep geopend aan de Schiphollijn.